# Унаї Сімон
Унаї Сімон (ісп. Unai Simón Mendibil, нар. 11 червня 1997, Віторія-Гастейс) — іспанський футболіст, воротар клубу «Атлетік Більбао» та збірної Іспанії.

## Ігрова кар'єра
Народився 6 червня 1981 року в другому по величині місті Країни Басків, місті Віторія-Гастейс. Вихованець футбольної школи клубу «Атлетік Більбао».
У дорослому футболі дебютував 2014 року виступами за команду «Басконія», де-факто третю команду «Атлетіка», в якій провів два сезони, взявши участь у 40 матчах чемпіонату, пропустивши 49 голів.
2016 року був заявлений за другу команду «Атлетіка», «Більбао Атлетик», у складі якої провів 39 ігор і пропустив 32 голи. 
З 2017 року його було переведено до основного складу басків. Влітку 2018 року, після того як травмувався основний на той момент воротар «Атлетіка» Яго Еррерін, Сімон отримав шанс зіграти за основний склад. 20 серпня у матчі проти «Леганеса» (2:1) дебютував у Ла-Лізі.

## Міжнародна кар'єра
У 2015 році Сімон у складі юнацької збірної Іспанії до 19 років виграв юнацький чемпіонат Європи в Греції, але на турнірі він був дублером Антоніо Сівери і на поле не вийшов.
У 2019 році Сімон у складі молодіжної збірної Іспанії виграв молодіжний чемпіонат Європи в Італії. На турнірі він взяв участь лише у першому матчі проти Італії (1:3), а надалі основним воротарем знову став Сівера.
11 листопада 2020 року в товариському матчі проти збірної Нідерландів Сімон дебютував за національну збірну, провівши на полі всі 90 хвилин.
У 2021 році Симон став півфіналістом чемпіонату Європи 2020. На турнірі він був основним воротарем і зіграв у всіх 6 іграх. У матчі 1/8 фіналу проти Хорватії відзначився автоголом, після того як не зумів прийняти передачу назад від Педрі, тим не менш іспанці виграли 5:3, а Унаї залишився основним воротарем. У чвертьфіналі проти Швейцарії Сімон відбив 2 пенальті у післяматчевій серії, завдяки чому його команда пройшла далі, а сам воротар був названий гравцем матчу. У півфінальній грі проти Італії Сімон відбив одне післяматчеве пенальті, але цього разу його команда не змогла пройти далі.
У складі Олімпійської збірної Сімон був учасником футбольного турніру Олімпійських ігор-2020, де іспанці здобули срібні нагороди, зігравши у всіх іграх своєї команди на турнірі.
| Дата       | Місто           | Господарі  | Результат               | Гості      | Турнір                                    | Голи | Примітки |
| ---------- | --------------- | ---------- | ----------------------- | ---------- | ----------------------------------------- | ---- | -------- |
| 11-11-2020 | Амстердам       | Нідерланди | 1 – 1                   | Іспанія    | товариський матч                          | -1   |          |
| 14-11-2020 | Базель          | Швейцарія  | 1 – 1                   | Іспанія    | Ліга націй УЄФА 2020—2021 - груповий етап | -1   |          |
| 17-11-2020 | Севілья         | Іспанія    | 6 – 0                   | Німеччина  | Ліга націй УЄФА 2020—2021 - груповий етап | -    |          |
| 25-3-2021  | Гранада         | Іспанія    | 1 – 1                   | Греція     | Відбір до ЧС 2022                         | -1   |          |
| 28-3-2021  | Тбілісі         | Грузія     | 1 – 2                   | Іспанія    | Відбір до ЧС 2022                         | -1   |          |
| 31-3-2021  | Севілья         | Іспанія    | 3 – 1                   | Косово     | Відбір до ЧС 2022                         | -1   |          |
| 4-6-2021   | Мадрид          | Іспанія    | 0 – 0                   | Португалія | товариський матч                          | -    |          |
| 14-6-2021  | Севілья         | Іспанія    | 0 – 0                   | Швеція     | ЧЄ 2020 - груповий етап                   | -    |          |
| 19-6-2021  | Севілья         | Іспанія    | 1 – 1                   | Польща     | ЧЄ 2020 - груповий етап                   | -1   |          |
| 23-6-2021  | Севілья         | Словаччина | 0 – 5                   | Іспанія    | ЧЄ 2020 - груповий етап                   | -    |          |
| 28-6-2021  | Копенгаген      | Хорватія   | 3 – 5 д.ч.              | Іспанія    | ЧЄ 2020 - 1/8 фіналу                      | -3   |          |
| 2-7-2021   | Санкт-Петербург | Швейцарія  | 1 – 1 д.ч. (1 – 3 п.п.) | Іспанія    | ЧЄ 2020 - чвертьфінал                     | -1   |          |
| 6-7-2021   | Лондон          | Італія     | 1 – 1 д.ч. (4 – 2 п.п.) | Іспанія    | ЧЄ 2020 - півфінал                        | -1   |          |
| 2-9-2021   | Сульна          | Швеція     | 2 – 1                   | Іспанія    | Відбір до ЧС 2022                         | -2   |          |
| 5-9-2021   | Бадахос         | Іспанія    | 4 – 0                   | Грузія     | Відбір до ЧС 2022                         | -    | 74'      |
| 8-9-2021   | Приштина        | Косово     | 0 – 2                   | Іспанія    | Відбір до ЧС 2022                         | -    |          |
| 6-10-2021  | Мілан           | Італія     | 1 – 2                   | Іспанія    | Ліга націй УЄФА 2020—2021 - півфінал      | -1   |          |
| 10-10-2021 | Мілан           | Іспанія    | 1 – 2                   | Франція    | Ліга націй УЄФА 2020—2021 - фінал         | -2   |          |
| 11-11-2021 | Афіни           | Греція     | 0 – 1                   | Іспанія    | Відбір до ЧС 2022                         | -    |          |
| 14-11-2021 | Севілья         | Іспанія    | 1 – 0                   | Швеція     | Відбір до ЧС 2022                         | -    |          |
| 29-3-2022  | Ла-Корунья      | Іспанія    | 5 – 0                   | Ісландія   | товариський матч                          | -    |          |
| 2-6-2022   | Севілья         | Іспанія    | 1 – 1                   | Португалія | Ліга націй УЄФА 2022—2023 - груповий етап | -1   |          |
| 5-6-2022   | Прага           | Чехія      | 2 – 2                   | Іспанія    | Ліга націй УЄФА 2022—2023 - груповий етап | -2   |          |
| 9-6-2022   | Лансі           | Швейцарія  | 0 – 1                   | Іспанія    | Ліга націй УЄФА 2022—2023 - груповий етап | -    |          |
| 12-6-2022  | Малага          | Іспанія    | 2 – 0                   | Чехія      | Ліга націй УЄФА 2022—2023 - груповий етап | -    |          |
| 24-9-2022  | Сарагоса        | Іспанія    | 1 – 2                   | Швейцарія  | Ліга націй УЄФА 2022—2023 - груповий етап | -2   |          |
| 27-9-2022  | Брага           | Португалія | 0 – 1                   | Іспанія    | Ліга націй УЄФА 2022—2023 - груповий етап | -    |          |
| 23-11-2022 | Доха            | Іспанія    | 7 – 0                   | Коста-Рика | ЧС 2022 - груповий етап                   | -    |          |
| 27-11-2022 | Ель-Хаур        | Іспанія    | 1 – 1                   | Німеччина  | ЧС 2022 - груповий етап                   | -1   |          |
| 1-12-2022  | Ер-Раян         | Японія     | 2 – 1                   | Іспанія    | ЧС 2022 - груповий етап                   | -2   |          |
| 6-12-2022  | Ер-Раян         | Марокко    | 0 – 0 д.ч. (3 – 0 п.п.) | Іспанія    | ЧС 2022 - 1/8 фіналу                      | -    |          |
| Усього     |                 | Матчів     | 31                      |            | Голів                                     | -24  |          |

## Титули і досягнення
«Атлетік» (Більбао)
- Володар Кубка Іспанії: 2023–24[10]
- Володар Суперкубка Іспанії: 2020

Збірні
- Чемпіон Європи (U-19): 2015
- Чемпіон Європи (U-21): 2019
- Срібний олімпійський призер (1): 2020
- Переможець Ліги націй УЄФА: 2022-23
- Чемпіон Європи: 2024[11]